# ウェス・リー
ウェス・リー（Wes Lee, 1988年11月2日 - ）は、アメリカのプロレスラー。NXTに所属している。
本名はデヴォン・エバーハート・エイケンス（Deveon Everhart Aikens）。旧リングネームにデズモンド・エグザビエ（Dezmond Xavier）がある。

## 経歴
2012年11月にデビュー。
2018年1月、タッグを組むザッカリー・ウェンツとともにDRAGON GATEに初来日。
6月、#STRONGHEARTSのメンバーとしてWRESTLE-1に来日。
2024年9月、NXTの大会ノー・マーシーでザッカリー・ウェンツと対戦も、敗北している。

## 得意技

### フィニッシュ・ホールド
ファイナルフラッシュ
フィニッシャー。前方縦回転270°＋横回転360°のセントーン。
仰向け状態の相手に対し、コーナー最上段から180°前方回転しながらダイブし、同時に360°錐揉み回転を加えて背中から体重を浴びせるコークスクリュー式変形ダイビング・セントーン。高難易度の超絶空中技。
スタンディング・ウラカン・ラナ
フィニッシャー。飛びつき式のウラカン・ラナ

### 打撃技
エルボー
エルボー・スタンプ
バックエルボー
ハンド・チョップ
チョップ・スマッシュ
ナックル・パンチ
クローズライン
ドロップキック
ロー・ドロップキック
延髄斬り
スーパーキック
バグ宙キック
ローリング・ソバット
X-19
セカンドロープに相手の上半身をもたれさせた状態で助走をつけてロープに駆け寄りトップロープとセカンドを掴んでジャンプし両足をロープの間をくぐり抜ける様に回転させて相手の顔面を両足で蹴りつける。

### 投げ技
ジャーマンスープレックス

### 飛び技
ムーンサルトプレス
スカイツイスタープレス
相手を仰向けに倒したあとリングに背を向けた状態でコーナー最上段に登り、ロープを蹴ってムーンサルトプレスの体勢で体を回転させる。そして更に回転途中で体を左方向に360゜錐揉み回転させ、相手の体をボディープレスしてフォールを奪う。体が回りすぎてセントーンのように背中から相手の上に落下する。
ダイビング・フットスタンプ
サスケ・スペシャル
スーサイドダイブ

## タイトル歴
WWE
- NXTタッグチーム王座 : 1回

w /ザッカリー・ウェンツ
コンバット・ゾーン・レスリング
- CZW世界タッグ王座
- CZWワイヤード王座

プロレスリング・ゲリラ
- PWG世界タッグ王座

その他
- AAWタッグ王座
- ファイトクラブタッグ王座
- PWRタッグ王座
- XICWタッグ王座
- DTUアルトインパクト王座